# オフィスジュニア
株式会社オフィスジュニア は、東京都港区西麻布にあった日本の芸能事務所である。

## 概要
1981年5月9日設立。酒井美紀、金子賢、的場浩司などの俳優を主にマネージメントしていた。
2016年6月24日、東京地方裁判所に自己破産申請し同日付で破産手続開始決定を受け、2017年4月12日に法人格が消滅した。
なお、所属タレントは破産申請前に全員別会社に移籍済みであった。倒産の数年前から業績低迷が続き、経営全般を管理していた社長の佐藤伊次が2015年12月に73歳で急逝（その数日前に体調不良になっていたという）したことで、経営維持できないと判断し、所属タレントらの移籍を進め、移籍が完了したところで破産申請となった。
会社の英文社名は「Office Junior」ではなく「Office JR.」である。

## 所属していたタレント
- 安達牧
- 小池彩夢
- 市成みゆき
- 伊藤智恵理
- 岩永洋昭
- 佑多田三斗
- 岡田千咲
- 梶敦美
- 金子賢
- 加藤厚史
- 川嶋麗惟
- 川田あつ子
- 京本政樹
- 熊谷知花
- 後藤文嘉
- 酒井美紀
- 菅野臣太朗
- 瀬戸尚哉
- 竹中里美
- 竹村こずえ
- 田中伸彦
- 棚橋幸代
- 谷本知美
- 千田裕之
- 土屋裕一
- 照沼拓也
- Tokyo Cheer2 Party
- 徳丸純子
- 永井浩介
- 中村知世
- 浪花ゆうじ
- 成松慶彦
- 西村うらら
- 野澤剣人
- 橋爪遼
- 福田麻衣
- 藤間宇宙
- 松田一三
- 松田侑花
- 松本美奈子
- 的場浩司
- 岬風右子
- 三浦海里
- 水谷百輔
- 宮澤翔
- 宮下直紀
- 村瀬純平
- 矢野義人
- 吉見美津子
- 平山佳延

## かつていた関係者
- 三浦泰史（現在はブルーエールの社長）